# Кіста яєчника

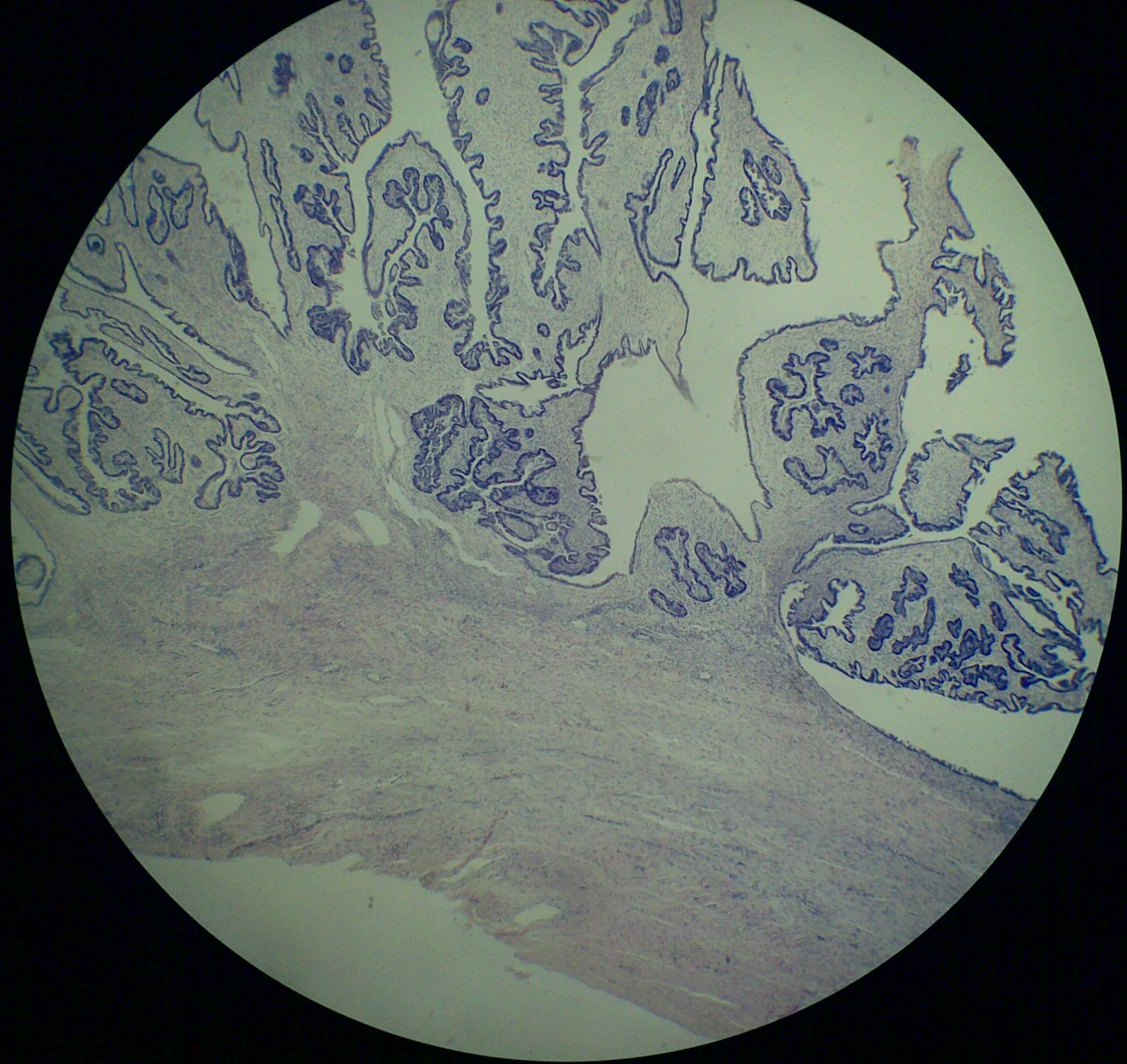
Гістологічна картина папілярної цистаденоми яєчника. Фарбування гематоксиліном-еозином.

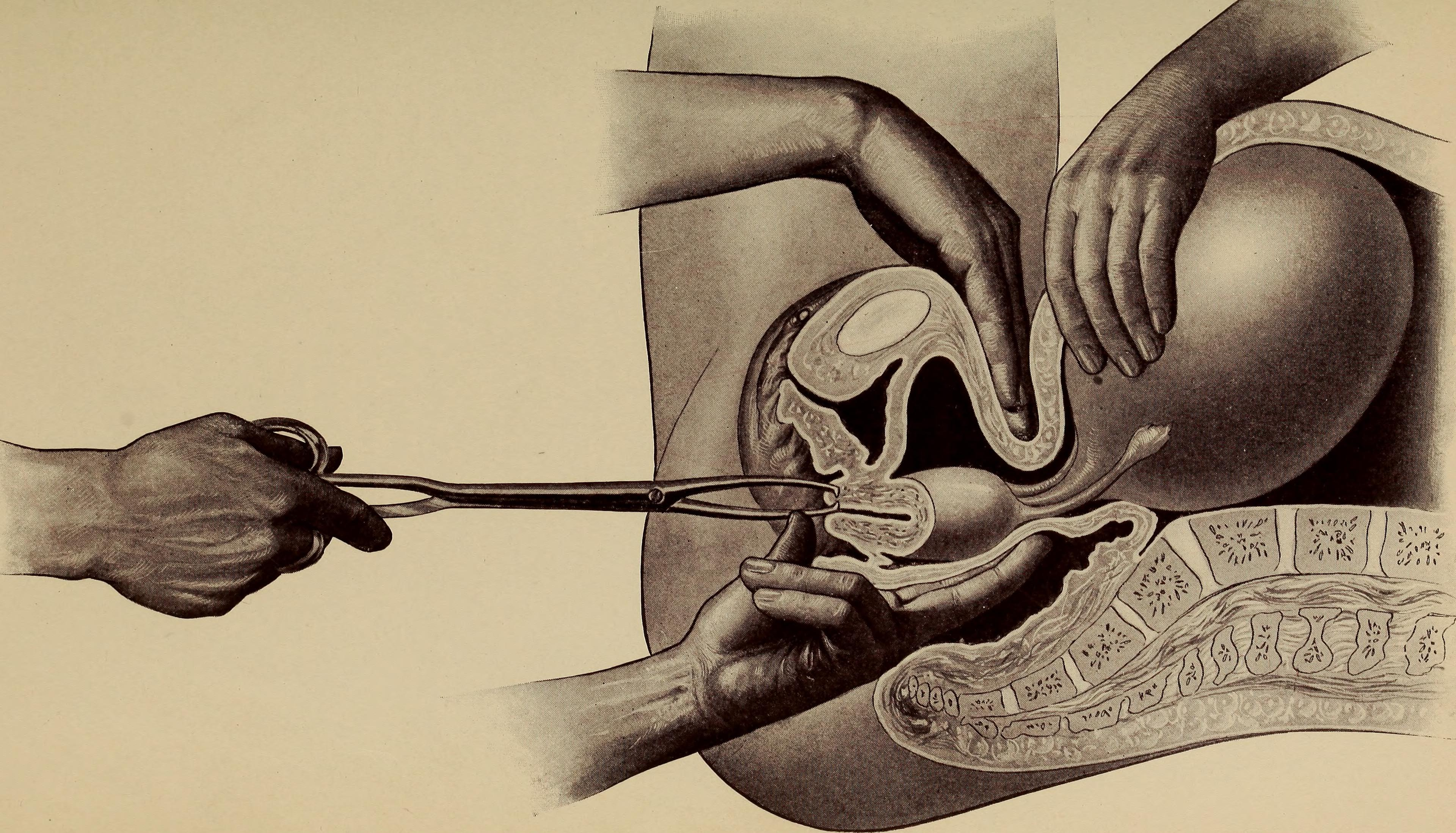
Пальпація ніжки кісти яєчника. The diagnosis of diseases of women (1905)

Кіста яєчника — доброякісна порожнина в яєчнику або його придатку, наповнена рідким вмістом. Утворюється в результаті затримки і підвищеної секреції рідини. Найчастіше кісти формуються в яєчнику (кіста жовтого тіла, фолікулярна кіста), рідше в придатку (параоваріальні кісти). Стінка кісти утворюється з перерозтягнутої оболонки фолікула або жовтого тіла, а не з новоствореної тканини, тому кіста не вважається дійсною пухлиною. Кісти не мають здатність до злоякісного переродження, частіше зустрічаються у жінок репродуктивного віку.

## Фолікулярна кіста яєчника
Фолікулярна кіста яєчника — це однокамерні тонкостінні утворення еластичної консистенції з прозорим вмістом, який утворюється в результаті накопичення рідини в фолікулі яєчника. Може виникати в будь-якому віці, частіше внаслідок перенесеного запального процесу. Кіста зазвичай буває невеликих розмірів, зростає в бік черевної порожнини.
Невеликі кісти протікають безсимптомно і виявляються випадково при гінекологічному огляді, ультразвуковому дослідженні або при виникненні ускладнень. Іноді може турбувати незначний тупий біль внизу живота. Найчастіше єдиним проявом фолікулярної кісти яєчника є порушення менструального циклу: гіперполіменорея (надто рясні і тривалі менструації) або маткові кровотечі. У деяких випадках можливий розвиток таких ускладнень, як перекрут ніжки кісти, розрив капсули кісти, і тоді розвивається картина «гострого живота».
При вагінальному дослідженні кіста визначається збоку або спереду матки, вона еластичної консистенції, чутлива при пальпації, її діаметр не перевищує 10 см. Нерідко супроводжується запальним процесом в області придатків матки.
Після виявлення фолікулярної кісти за пацієнткою спостерігають протягом 2-3 менструальних циклів, при необхідності призначається протизапальне лікування. При неефективності консервативного лікування показано оперативне — енуклеація кісти і частини яєчника (цистектомія і резекція яєчника).

## Кіста жовтого тіла
Зустрічається значно рідше за фолікулярну. Розвиток кіст жовтого тіла пов'язаний з тим, що після овуляції порожнина фолікула не спадає і не заповнюється цілком клітинами жовтого тіла, як це буває в нормі, а залишається існувати, розтягується і заповнюється рідиною жовтого кольору, іноді з домішкою крові. Стінки кісти товсті, частіше розвивається тільки з одного боку. Кіста жовтого тіла рідко перевищує 3-4 см в діаметрі. Зустрічається у віці від 16 до 55 років.
Симптомів зазвичай не викликає і виявляється випадково при гінекологічному огляді. При супутньому запальному процесі в придатках матки можуть турбувати болі внизу живота. Можливий розвиток ускладнення — крововилив у порожнину кісти. Кіста жовтого тіла пальпується збоку від матки, має гладку поверхню і еластичну консистенцію. Нерідко виникає під час вагітності, а після її переривання самостійно розсмоктується.
При підозрі на кісту жовтого тіла також не поспішають з оперативним лікуванням, ведучи спостереження протягом 2-3 менструальних циклів, оскільки кіста може самостійно розсмоктатися. Якщо цього не відбулося і є тенденція до збільшення кісти, то рекомендується хірургічне видалення кісти з частиною яєчника.

## Параоваріальна кіста
Це порожнинне однокамерне утворення, яке формується з розташованого над яєчником придатка. Виникає в основному у віці 20-40 років, має округлу або овальну форму, гладку поверхню, наповнена прозорим рідким вмістом. Ці кісти можуть бути як маленькі, так і гігантські, вагою до 30 кг, найчастіше вони мають розмір 8-10 см. Стінка кісти тонка і прозора, містить дрібні кровоносні судини. Яєчник в патологічний процес, як правило, не залучається.
При невеликих розмірах параоваріальні кісти можуть бути безсимптомними, менструальна функція не порушується. При значних розмірах кісти з'являються болі внизу живота і симптоми, пов'язані із здавлюванням сусідніх органів. Можуть турбувати часті позиви до сечовипускання при здавлювання сечового міхура. Можливий розвиток грізного ускладнення — перекрута ніжки кісти, при якому розвивається картина «гострого живота». З метою діагностики кісти проводиться ультразвукове дослідження.
Лікування у більшості випадків оперативне — видалення кісти, по можливості зі збереженням яєчника.

## Ендометріоїдна кіста

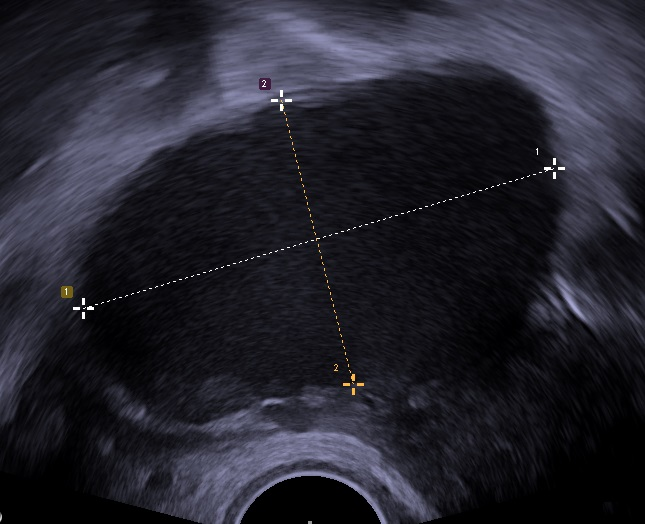
УЗД ендометріоми лівого яєчника 41-річної жінки з ендометріозом, підтвердженим лапароскопія. 67 x 40 мм

Ендометріома, ендометріоїдна кіста, яка серед гінекологів називається «шоколадною» через схожість її вмісту з застарілої крові на гарячий шоколад, виникає внаслідок потрапляння клітин ендометрію з матки до яєчників, де вони приживаються (ендометріоз). Гормонозалежна ендометріальна тканина продовжує функціонувати, тобто кровоточити під час менструацій, і ця кров наповнює кісту.
Ендометріальні кісти небезпечні через швидкий ріст, що підвищує ризик ускладнень. Виникають у репродуктивному віці. Як і ендометріоз загалом, ендометріоми сигналізують болями внизу живота, особливо в передменструальний період, менструальними порушеннями, безпліддям.
Ендометріома вимагає ретельного спостереження, гормональної терапії (наприклад, КОК), а за відсутності ефекту — хірургічного видалення кісти та всіх тканин, уражених ендометріозом.

## Можливі ускладнення

### Апоплексія
Апоплексія або перекрут ніжки кісти призводить до порушення кровопостачання кісти, внаслідок чого розвивається її некроз і запалення очеревини (перитоніт), що супроводжується різкими болями внизу живота, підвищенням температури тіла, нудотою, блювотою, появою симптомів подразнення очеревини. У цьому випадку необхідна термінова операція.

### Нагноєння кісти
Перебігає з високою температурою, болями в животі, також необхідна термінова операція.

### Розрив капсули кісти
Виникає рідко, проявляється гострими різкими болями в животі, внутрішньою кровотечею, шоком. Лікування — екстрена операція.